# Tångan
Tångan este o arie protejată (sit de importanță comunitară — SCI) din Suedia întinsă pe o suprafață de 71,81 ha, integral pe uscat.

## Localizare
Centrul sitului Tångan este situat la coordonatele 60°09′56″N 16°42′03″E / 60.16553°N 16.700907°E.

## Înființare
Situl Tångan a fost declarat sit de importanță comunitară în septembrie 2021 pentru a proteja 1 specie de plante.

## Biodiversitate
Situată în ecoregiunea boreală, aria protejată conține 3 habitate naturale: Mlaștini împădurite, Taiga vestică, Mlaștini turboase de tranziție și turbării mișcătoare.
La baza desemnării sitului se află o specie protejată de  plante: Buxbaumia viridis.